# Tapacul de peus grans
El tapacul de peus grans (Scytalopus macropus) és una espècie d'ocell de la família dels rinocríptids (Rhinocryptidae).

## Hàbitat i distribució
Habita al sotabosc amb molsa de la selva pluvial d'alta muntanya pel vessant oriental dels Andes centrals del Perú, des del sud d'Amazones fins Junín.